# Comuna Șîroke, Skadovsk
Șîroke (în ucraineană Широке) este o comună în raionul Skadovsk, regiunea Herson, Ucraina, formată din satele Hostropodoleanske, Șîroke (reședința) și Velîka Andronivka.

## Demografie
Componența lingvistică a comunei Șîroke
     Ucraineană (89,16%)
     Rusă (6,09%)
     Alte limbi (0,54%)
Conform recensământului din 2001, majoritatea populației comunei Șîroke era vorbitoare de ucraineană (89,16%), existând în minoritate și vorbitori de rusă (6,09%) și armeană (3,99%).